# بوب بار (لاعب كرة قدم)
بوب بار (بالإنجليزية: Bob Barr)‏ هو لاعب كرة قدم أمريكي، ولد في 1856، وتوفي في 11 مارس 1930. لعب مع سان فرانسيسكو جاينتس.

## وصلات خارجية
- بوب بار على موقعبيزبول رفرنس.كوم (الدوري الرئيسي) (الإنجليزية)
- بوب بار على موقعبيزبول رفرنس.كوم (الدوري الثانوي) (الإنجليزية)